# Joseph-François Belin
Joseph-François Belin (né le 1er avril 1844 à Paris, où il est mort le 13 mai 1902) est un sculpteur français.

## Biographie
Joseph-François Belin est né à Paris en 1844. Il est élève de François Jouffroy aux Beaux-Arts de Paris et débute au Salon de 1890 où il obtient une mention honorable. Il est sociétaire de la Société des artistes français. Il habite à Paris au 17, rue Beautreillis. Il meurt en 1902.

## Œuvres
- Mme la baronne de B…, buste en plâtre, Salon de 1890 (no 3507).
- Tobie, Salon de 1890 (no 3508).
- Secrets du cœur, groupe en plâtre, Salon de 1893 (no 2561).
- Projet pour un établissement de la protection de l'enfance, groupe en plâtre, concours Eugène Piot.
- Premier trouble, statue en plâtre, Salon de 1897 (no 2685).
- Je crois en Dieu, buste en marbre, Salon de 1897 (no 2686).
- La Vague, statuette en bronze, Salon de 1898 (no 3141).
- La Vigne vierge, statue en plâtre, Salon de 1899 (no 3204).